# فانبول (شركة)
فانبول (بالإنجليزية: Vanpool, Inc.)‏ هي شركة تطوير ألعاب فيديو يابانية، ومطور برامج الموسيقى، وبرامج كمبيوتر والألعاب. من بين موظفيها تارو كودو وكازويوكي كوراشيما.

## الألعاب
- إندونسيا (بلاي ستيشن 2، 2001)
- كولوبول (بلاي ستيشن 2، 2002)
- ماريو أند لويجي: سوبرستار ساجا (غيم بوي أدفانس، 2003)[1][ا]
- فريشلي-بيكد تينغلز روزي روبيلاند (نينتندو دي أس، 2006)
- آي أم أه فيش (الهواتف المحمولة، 2007)
- ليتس يوغا (نينتندو دي أس، 2007)
- ليتس بيلاتيس (نينتندو دي أس، 2007)
- ماجيكان كويست: مايستيري تايمز (نينتندو دي أس، 2008)[ب]
- 3°C (وي (وي واير)، 2009)[ج]
- ديكيسوغي تينغل باك (نينتندو دي أس (دي أس آي واير)، 2009)
- إروزوكي تينكل نو كوي نو بالون تريب (نينتندو دي أس، 2009)
- ليتل كينغز ستوري (وي، 2009)[د]
- وي بلاي: موشن (وي، 2011)[ه]
- ديلونز رولينغ ويستيرن (نينتندو 3دي أس، 2012)
- بايبر ماريو: ستيكر ستار (نينتندو 3دي أس، 2012)[2][و]
- ديلونز رولينغ ويستيرن: ذا لاست رينجر (نينتندو 3دي أس، 2013)
- تشيبي-روبو! زيب لاش (نينتندو 3دي أس، 2015)
- ديبونز ديد-هيت بريكرز (نينتندو 3دي أس، 2018)
- سوبر كيربي كلاش (نينتندو سويتش، 2019)[ز]
- كيربي فايترز 2 (نينتندو سويتش، 2020)[ز]

## الملاحظات
1. ↑  الألعاب المصغرة
2. ↑  الموسيقى
3. ↑  المقاطع الصوتية
4. ↑  الصوت/المقاطع الصوتية
5. ↑  لعبة مصغرة "عداء الرياح"
6. ↑  الإخراج والكتابة
7. 1 2  بالتعاون مع هال لابوراتوري.

## وصلات خارجية
- الموقع الرسمي
 (باليابانية)